# Polski Kontyngent Wojskowy Olimp
Polski Kontyngent Wojskowy dla wzmocnienia Sił Zbrojnych Republiki Francuskiej w zabezpieczeniu XXXIII Letnich Igrzysk Olimpijskich oraz XVII Letnich Igrzysk Paraolimpijskich (PKW Olimp) – wydzielony komponent Sił Zbrojnych RP, przeznaczony do wsparcia francuskich sił bezpieczeństwa w zapewnieniu ochrony Letnich Igrzysk Olimpijskich oraz Letnich Igrzysk Paraolimpijskich w Paryżu w 2024.

## Historia
Ze względu na zwiększony poziom zagrożenia dla przebiegu XXXIII Letnich Igrzysk Olimpijskich oraz Letnich Igrzysk Paraolimpijskich w Paryżu w 2024, zwłaszcza w trakcie ceremonii otwarcia, władze francuskie zwróciły się do sojuszników w NATO o wsparcie sił bezpieczeństwa z zabezpieczeniu zawodów. Polski rząd przychylnie odniósł się do prośby i na podstawie postanowienia Prezydenta RP z 19 czerwca 2024 do Francji skierowany został Polski Kontyngent Wojskowy Olimp.
Kontyngent, sformowany przez 2 Pułk Saperów i Komendę Główną Żandarmerii Wojskowej, liczył do 20 żołnierzy i pracowników wojska, w tym 8 przewodników z psami służbowymi, wyszkolonymi w zakresie pirotechniki. Zadania polskich żołnierzy objęły zabezpieczanie infrastruktury, w tym sprawdzanie obiektów pod kątem zagrożeń pirotechnicznych i doradztwo w działaniach antyterrorystycznych. 
Kontyngent rozpoczął służbę 2 lipca 2024, i zakończył we wrześniu 2024 roku kiedy wrócił do kraju po zakończonych igrzyskach.